# Gressåmoen nationalpark
Gressåmoen nationalpark er en tidligere nationalpark som lå i Snåsa kommune i Trøndelag fylke i Norge. Den er nu en del af Blåfjella-Skjækerfjella nationalpark. Nationalparken blev oprettet i 1970 og havde da et areal på 182 km² . Området omfattede et fjeldområde langs grænsen til Lierne, fjeldskove og moseområder. Eneste vej til parken går til gården Gressåmoen. Områderne i og rundt om den tidligere nationalpark er ubeboet, men bruges i nogen grad af syd-samer.
Fra 2004 indgår nationalparken som en del af den nye Blåfjella-Skjækerfjella nationalpark. Området som tidligere udgjorde Gressåmoen, er en zone som er fredet for storvildtjagt.
64°15′N 13°10′Ø / 64.25°N 13.17°Ø